# 2205 Glinka
A 2205 Glinka (ideiglenes jelöléssel 1973 SU4) a Naprendszer kisbolygóövében található aszteroida. Ljudmila Csernih fedezte fel 1973. szeptember 27-én.